# Veľké Slemence
Veľké Slemence (węg. Nagyszelmenc, ukr. Великі Селменці) – wieś (obec) we wschodniej Słowacji, w kraju koszyckim, w powiecie Michalovce. Powstała w 1946 roku w wyniku podziału wsi Slemence/Szelmenc między Czechosłowację a Związek Radziecki – pozostała część należy dziś do Ukrainy i nosi nazwę Mali Selmency/Kisszelmenc.
W 2001 roku Veľké Slemence zamieszkiwały 604 osoby, z czego 586 (97,02%) było narodowości węgierskiej. Podczas spisu ludności 21 maja 2011 roku miejscowość liczyła 616 mieszkańców.
Dzieje Slemenców sięgają XIV wieku, pierwsza wzmianka o nich pochodzi z roku 1332. Przez stulecia wieś należała, w ramach Królestwa Węgier, do komitatu Ung. Po upadku monarchii austro-węgierskiej weszła, wraz z całym Zakarpaciem, w skład Czechosłowacji. W latach 1938–1945 ponownie znalazła się w granicach państwa węgierskiego.
Latem 1946 roku przez środek wsi przeprowadzono linię graniczną między Czechosłowacją a ZSRR, który zajął Ruś Zakarpacką. Strzeżone przez wojsko zasieki na długie dziesięciolecia rozdzieliły slemeneckie rodziny; odwiedzenie bliskich z drugiej strony szlabanu wymagało uzyskania kosztownej wizy i podróży przez przejście graniczne w Użhorodzie. W latach 90. XX w. o wsi stało się głośno, a jej mieszkańcy zaczęli dążyć do – przynajmniej częściowego – otwarcia granicy. Symbolem tych dążeń było ustawienie jesienią 2003 roku po obu stronach granicy symbolicznych połówek bram seklerskich z napisami: „Z jednych Slemenców stały się dwa, niech stwórca je zjednoczy” oraz „Niech będzie, jak było”. Wreszcie 23 grudnia 2005 roku, po interwencjach międzynarodowych (m.in. amerykańskich), otwarto między Veľkimi i Malymi Slemencami pieszo-rowerowe przejście graniczne; dla wielu mieszkańców była to pierwsza okazja odwiedzin drugiej części rodzinnej wsi. Dwa lata później Słowacja weszła do strefy Schengen, co oznaczało powrót do obowiązku wizowego dla obywateli Ukrainy.
Los Slemenców został ukazany w filmie dokumentalnym Jaroslava Vojtka pt. Granica, uznanym w 2009 roku na festiwalu Między Morzami za najlepszy dokument Europy Środkowo-Wschodniej.